# Nazario Moreno González
Nazario Moreno González, auch bekannt als «El Más Loco» (deutsch: „der Verrückteste“) oder «El Chayo» (deutsch: „der Rosenkranz“) (* 8. März 1970 in Apatzingán, Mexiko; † 9. März 2014 in Tumbiscatío, Mexiko) war Gründer des Drogenkartells La Familia Michoacana und ein mexikanischer Drogenboss.

## Kriminelle Karriere
Moreno war im Jahr 2000 einer der Gründer des mexikanischen Drogenkartells La Familia Michoacana und schrieb für sie eine „Bibel“ mit dem Titel «Pensamientos de El más loco» (deutsch: „Gedanken des Verrücktesten“). Darin pries er moralische Werte wie Fleiß, Ehrlichkeit und Gottesfurcht und leitete daraus den Anspruch auf besonders grausame Behandlung seiner Feinde ab.
Er stand auf der Liste der meistgesuchten Drogenbosse in Mexiko und für seine Festnahme setzte die mexikanische Regierung 2009 eine Belohnung von zwei Millionen US-Dollar aus. Im Dezember 2010 gab die mexikanische Regierung bekannt, dass er nach einem mehrstündigen Feuergefecht in Apatzingán im Bundesstaat Michoacán von der mexikanischen Polizei erschossen worden sei. Da sein Leichnam nicht gefunden wurde, begannen bald Gerüchte zu zirkulieren, dass er noch am Leben sei.
Nach seinem vermeintlichen Tod kam es zu Machtkämpfen innerhalb des Drogenkartells, in denen sich José de Jesús Mendez als neuer Anführer durchsetzte. In dieser Zeit spaltete sich auch die Gruppe Los Caballeros Templarios (spanisch für: Die Tempelritter) ab.

## Tod
Nazario Moreno wurde am 9. März 2014, einen Tag nach seinem 44. Geburtstag, in der Munizipalgemeinde Tumbiscatío im Bundesstaat Michoacán von der mexikanischen Marine aufgespürt. Beim Festnahmeversuch habe er das Feuer eröffnet und sei daraufhin von den Marineinfanteristen getötet worden, gab die zuständige Generalstaatsanwaltschaft bekannt.